# Bukkur
Bukkur (o Bakhar) fou un illa fortificada de l'Indus entre Sukkur (Sakhar) i Rohri, a la província del Sind, Pakistan. L'illot de Khwaja Khizr (o Jind Pir), situada a poca distància al nord, inclou una capella, i al sud la de Sadh Bela, té també alguna construcció religiosa. L'illa principal està ocupada per la fortalesa amb grans muralles dobles d'entre 10 i 11 metres d'altura, i nombrosos bastions; els britànics la van utilitzar com a presó fins al 1876.
La fortalesa consta ja com a feu del sultanat de Delhi el 1327. Fou entregada a Keshu Khan, un servidor de l'Imperi Mogol, el 1574; el 1736 va caure en mans dels prínceps Kalhora de Sind que la van perdre enfront dels afganesos uns anys després; finalment va ser ocupada per Mir Rusatm Khan, príncep de Khairpur; fou cedida per Khairpur als britànics el 1839 durant la primera guerra angloafganesa; el 1843 fou agregada al Sind britànic.